# Erstein
Erstein is een gemeente in het Franse departement Bas-Rhin (regio Grand Est). De gemeente maakt deel uit van het arrondissement Sélestat-Erstein. Erstein telde op 1 januari 2022 11.076 inwoners.

## Geografie
De oppervlakte van Erstein bedroeg op 1 januari 2022 36,22 vierkante kilometer; de bevolkingsdichtheid was toen 305,8 inwoners per km². 
Door het centrum van Erstein stroomt de Ill. De Rijn vormt in het oosten de landsgrens met Duitsland. Evenwijdig tussen de Ill en de Rijn loopt het Rhône-Rijnkanaal.

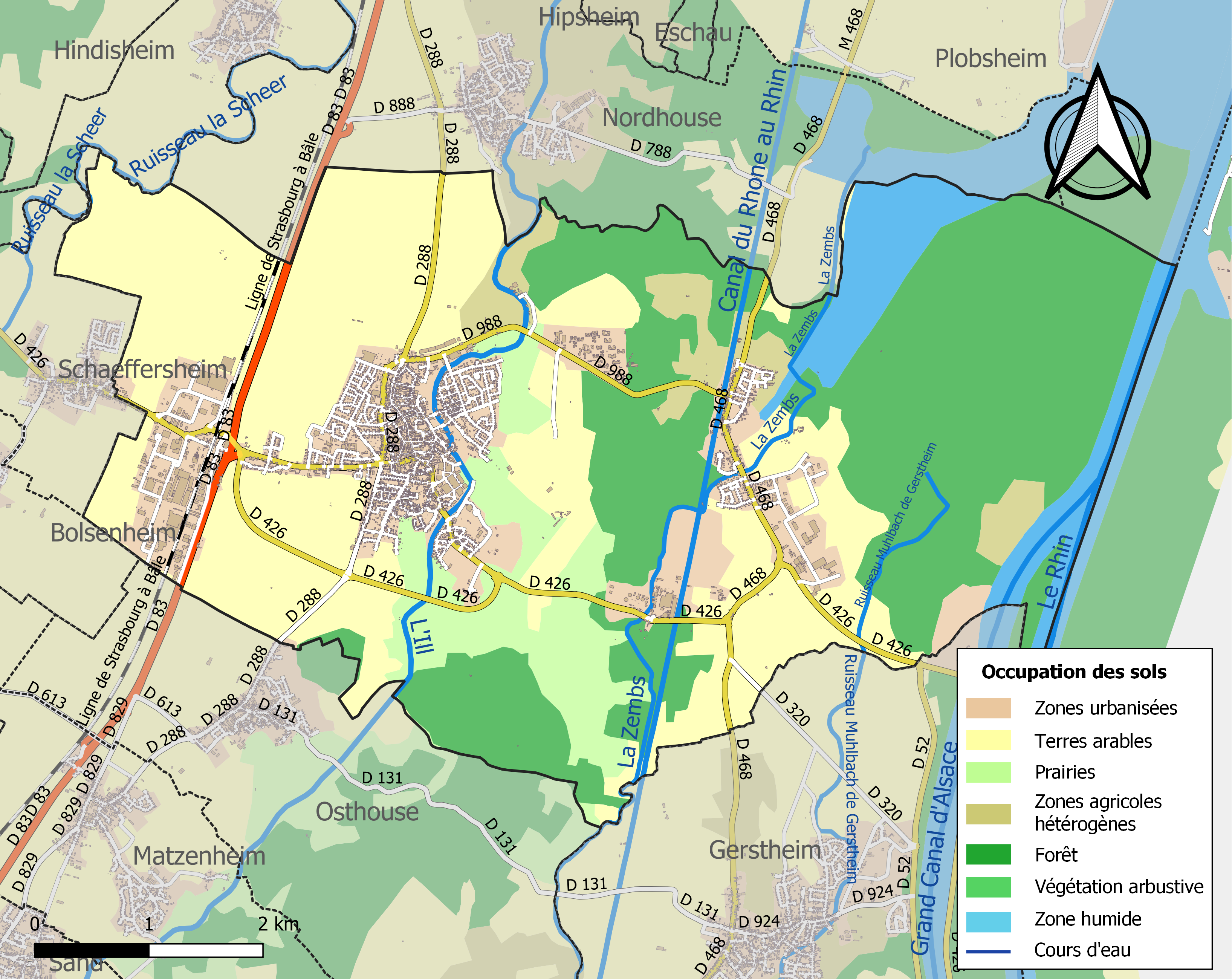
Kaart van de gemeente met de belangrijkste infrastructuur, bodemgebruik en omliggende gemeenten

## Demografie
Onderstaande figuur toont het verloop van het inwonertal (bron: INSEE-tellingen).

## Bezienswaardigheden
Sedert 2008 is te Erstein een van de kunstmusea van de Sammlung Würth gevestigd.

## Verkeer en vervoer
In de gemeente staat het spoorwegstation Erstein.